# 이치조 리온
이치조 리온(일본어: 一条リオン, 1994년 6월 9일 ~ )은 일본의 성인 비디오 여배우다. 2014년 4월 11일 MAX-A에서 코토네 리아(琴音りあ)라는 예명으로 데뷔하였으며, 당시에는 Duo 엔터테인먼트 소속이었다. 2015년 지금의 예명으로 변경하였고 스페셜 원으로 소속사를 옮겼다.